# Отштет ам Берге
Отштет ам Берге (њем. Ottstedt am Berge) град је у њемачкој савезној држави Тирингија. Једно је од 75 општинских средишта округа Вајмарер Ланд. Према процјени из 2010. у граду је живјело 263 становника. Посједује регионалну шифру (AGS) 16071073.

## Географски и демографски подаци
Отштет ам Берге се налази у савезној држави Тирингија у округу Вајмарер Ланд. Град се налази на надморској висини од 240 метара. Површина општине износи 5,1 km². У самом граду је, према процјени из 2010. године, живјело 263 становника. Просјечна густина становништва износи 52 становника/km².